# Giuseppe Sala
Giuseppe Sala (n. 28 mai 1958, Milano, Italia) este un politician italian.